# 洋河 (永定河支流)
洋河为永定河的主要支流之一。长118公里，流域面积1.55万平方公里。

## 干流
东洋河源出内蒙古自治区东南边境的兴和县，至河北省怀安县柴沟堡附近南忻屯村东南1200米处的会河口与源自山西省的南洋河、西洋河汇合，始称洋河。东流经宣化县，东南流宣化区、下花园区，在怀来县朱官屯村南2千米处与桑干河汇流，直至桑园村东4千米处注入官厅水库。东洋河上建有友谊水库。
怀安境内洋河年平均流量每秒17.6立方米，最大流量每秒1330立方米，最小流量每秒0.07立方米，年径流量5.56亿立方米，河道比降1‰，境内流程26.3公里。河床宽多为400米，最宽处1100米，境内流域面积148平方公里，属宽浅河，为常年河。

## 支流
清水河流经张家口市区。
洪塘河年平均流量每秒0.6立方米，年均径流量0.49亿立方米，最大年径流量0.69亿立方米，最小为0.3亿立方米，为季节河。
小清水河，也称常盘河，俗称盘肠河，下游称柳川河。发源于宣化县与崇礼县交界的崇礼县四台嘴乡桦林子村东葫芦套沟，由东向西顺沟而下，从宣化县常峪口村北约5公里处流入宣化境，由北向西南经西望山村、双庙村、宣化城西，由宣化城西南约1公里处注入洋河。全长56公里，流经区内24公里。属季节性河流，除汛期降雨有洪水外，其他时间河干。河道比降7.4‰—16‰，流速大，含沙量大。调查历史最大洪水666立方米／秒，发生在1924年；其次432立方米／秒，发生在1964年。经计算50年一遇洪水流量429立方米／秒，100年一遇洪水流量530立方米／秒，200年一遇洪水流量634立方米／秒。
龙洋河，又称泥河，发源于宣化县东北部山区李家堡乡老虎背一带。从东北向西南经赵川、贾家营、泥河子村附近，由黑山底村南1公里处汇入洋河。河长52.9公里，河道比降4.5‰—8.1‰，属季节性河流，汛期降雨有洪水，其他时间河干。泥河子村附近控制集水面积619平方公里，调查历史最大洪水535立方米／秒，发生在1932年；其次是415立方米／秒，发生在1939年。经计算50年一遇洪水流量526立方米／秒，100年一遇洪水流量649立方米／秒，200年一遇洪水流量778立方米／秒。
水泉河，发源于宣化县南部山区深井镇天地梁一带，从南向北经深井镇，崞村镇水泉村、称达沟村，由宣化洋河大桥西注入洋河，河长48公里，流域面积328平方公里。主要支流42条。河道比降30‰。属季节性河流，汛期降雨有洪水，其余时间河干。洪水时流速大，含沙量大。历史最大洪水159立方米／秒，发生在1924年；其次103立方米／秒，发生在1950年。计算50年一遇洪水流量314立方米／秒，100年一遇洪水流量388立方米/秒，200年一遇洪水流量465立方米／秒。

## 历史
战国前洋河及其支流统称修水。秦至唐统称延水。因两岸水草丰盛为牧羊地，辽代称羊河。元代在河北岸建阳门县（今万全县阳门堡）后又改称阳河。明代东、西、南洋河汇流后，又分别纳清水河、柳川河等，因支流多河，宽处1000多米，波浪式的黄沙滚滚如汪洋，遂又演变为洋河，并沿用至今。